# Kampong Luong, Ponhea Leu
Kampong Luong (chữ Khmer: ឃុំកំពង់ហ្លួង) là một xã của huyện Ponhea Leu tỉnh Kandal Campuchia. Trong sử liệu Việt Nam thời nhà Nguyễn gọi Kampong Luong với các tên bến Vĩnh Long hay Vũng Long.
Kampong Luong nằm ở bờ phía Tây của sông Tonlé Sap, tại khoảng giữa 2 cố đô cổ của Campuchia là Oudong (Campuchia) và Longvek (tức Longveaek).
Kampong Luong tiếp giáp huyện Kampong Tralach của tỉnh Kampong Chhnang ở phía Bắc và phía Tây Bắc: xã Ampil Tuek ở góc Bắc Đông Bắc, và Longveaek ở mặt phía Tây Bắc. Kampong Luong nằm ở phía Bắc của huyện Ponhea Leu, phía Đông giáp xã Kaoh Chen, phía Nam là thị trấn Ponhea Lueu, phía Tây Nam là xã Phsar Daek, phía Tây giáp xã Vihear Luong, đều của huyện Ponhea Lueu.